# Jonatan Cerrada
 (mai 2022).
Si vous disposez d'ouvrages ou d'articles de référence ou si vous connaissez des sites web de qualité traitant du thème abordé ici, merci de compléter l'article en donnant les références utiles à sa vérifiabilité et en les liant à la section « Notes et références ».
Jonatan Cerrada Moreno, né à Liège (Belgique) le 12 septembre 1985, est un chanteur et acteur espagnol.
Il est le vainqueur de la première édition de l'émission de télé-crochet Nouvelle Star sur M6 en 2003. En 2004, il est choisi pour représenter la France au Concours Eurovision de la chanson avec le titre À chaque pas.
En 2018, il interprète le single Lintas Galaksi, extrait de la bande originale du film indonésien à succès Liam Dan Laila, dont il est également la vedette principale,.
À partir du 30 avril 2022, il est à l'affiche de la pièce de théâtre Hasta la Vista qui se joue au Théâtre de Marens à Nyon en Suisse. Elle sera suivie d'une tournée,.

## Biographie

### Origine et enfance
Bien qu'étant né en Belgique, Jonatan Cerrada n'a pas la nationalité belge, ses parents étant d'origine espagnole[réf. nécessaire].
À l'âge de dix ans, il intègre la maitrise de l'Opéra royal de Wallonie où il complète une formation musicale entamée à l'académie musicale et artistique de Saint-Nicolas (Province de Liège).  À l'âge de onze ans, il participe au show TV Pour La Gloire et commence à multiplier les galas et les auditions, d'abord dans la région Liégeoise, puis en France,. Il prend également, pendant trois ans, des cours d'art dramatique.

### Vie privée
Le 26 mars 2022, invité de l'émission Tpmp People présentée par Matthieu Delormeau sur C8, Jonatan Cerrada révèle être gay et marié à un Français. Ils sont parents d'un petit garçon. Il réside à nouveau en Belgique avec son mari.

### Début de carrière,Nouvelle Star,1eralbum et Eurovision (2003-2004)
À l'automne 2002, il participe au casting du nouveau télé-crochet de M6 À la recherche de la nouvelle star (renommé dès l'année suivante Nouvelle Star). Lors de son audition à Rennes, il interprète la chanson Suerte de Shakira, la version espagnole de Whenever, Wherever. Il est retenu par le jury composé, dans cette première saison, de André Manoukian, Dove Attia, Varda Kakon et Lionel Florence. Son casting est diffusé dans un prime-time en mars 2003 sur M6. Après les différentes étapes de sélection (casting en régions, épreuve de la chanson en trio dans un théâtre à Paris devant le jury), il fait partie des 11 chanteurs concourant lors des 9 prime times se déroulant au Pavillon Baltard à Nogent-sur-Marne et diffusés en direct. Il remporte la première saison du télé-crochet le 10 juillet 2003 en battant en finale Thierry Amiel.
Avec les anciens candidats de cette première saison de Nouvelle Star, il enregistre le single Laissons entrer le soleil, une reprise de la chanson de la comédie musicale Hair.
Son premier single en solo est une reprise de Michel Jonasz, Je voulais te dire que je t'attends, qu'il avait interprétée lors de l'émission.
Son premier album, Siempre 23, sort en septembre de la même année et se vend à 65 000 exemplaires. En 2004, il fait la première partie de la tournée d'Eros Ramazzotti, puis sa propre tournée dans les pays francophones européens (Belgique, France et Suisse), dont deux dates à l’Olympia.
Parlant couramment l'espagnol et ayant pris des cours d'art dramatique, il est invité à jouer dans la série espagnole Un, dos, tres (Un Paso Adelante) diffusée sur M6. Il y incarne le personnage de Jonatan Fernández, le cousin français de Lola Fernández, incarnée par Beatriz Luengo, dans trois épisodes de la saison 5, et interprète dans l'un d'eux la chanson Siempre mañana coécrite avec un ami. Sa tante est l'une des stylistes de la série.
Début 2004, il accepte la proposition de France 3 de représenter la France au 49e Concours Eurovision de la chanson qui se déroule le 15 mai à Istanbul en Turquie.  À l'origine, d'un commun accord avec la chaîne, il doit chanter Laissez-moi le temps. Il décide finalement d'interpréter le titre À chaque pas qu'il a co-écrit et composé avec Benjamin Robbins et Steve Balsamo. Il passe en quatrième position sur la scène, interprète le dernier refrain à moitié en français et à moitié en espagnol. La chorégraphie est signée par Kamel Ouali, qui pour la même édition signe la chorégraphie de la représentante russe Julia Savicheva.  Soutenu, en coulisses, par Marie Myriam, gagnante de l'Edition 1977 pour la France.  Au terme du vote final, Jonatan Cerrada se classe 15e sur 24 pays, en obtenant 40 points (dont 12 points attribués par Monaco).  Il a, par ailleurs, enregistré une version en anglais de À chaque pas sous le titre I Still Believe qui a été commercialisée.  Il apparaît sur le DVD Chantons ensemble contre le sida en interprétant Le Lundi au soleil avec les L5.

### Second album,Robotset comédie musicale (2005-2009)
En février 2005, Jonatan Cerrada interprète le titre Mon Paradis, bande-originale du film Robots. Son deuxième album, La preuve du contraire, sort dans la foulée, en juin 2005. Jonatan Cerrada, Jérémy Chatelain et Henri Salvador en sont les compositeurs. L'album se vend à environ 30 000 exemplaires[réf. nécessaire] et le second single Libre comme l'air ne sort qu'en Belgique.
Fin 2006, le titre Ruban noir apparaît dans les sommets des classements des téléchargements légaux en France. Le titre, partiellement en espagnol, évoque les attentats de Madrid du 11 mars 2004 et est écrite en hommage à sa cousine.
En 2007, il incarne Arthur Rimbaud dans une comédie musicale écrite par Richard Charest et Arnaud Kerane, aux côtés de Sophie Delmas, Lucie Bernardoni et Pablo Villafranca notamment.
En 2008, Laurent Ruquier lance, en tant que producteur, une comédie musicale juke-box basée sur les chansons de Charles Aznavour intitulée Je m'voyais déjà. Jonatan Cerrada, aux côtés notamment de Diane Tell, Véronique Rivière, Arno Diem et Pablo Villafranca, fait partie du spectacle joué au Théâtre du Gymnase à Paris du 2 octobre 2008 au 4 janvier 2009 et qui s'est poursuivi au Théâtre Comedia, du 12 février 2009 au 12 avril 2009. S'ensuit une tournée en France, Belgique et Suisse.

### Annulation du troisième album et changement de vie (2010-2016)
À partir de 2010, il écrit et compose son troisième album. Le projet a été définitivement abandonné par le chanteur en 2014. N'arrivant pas à se remettre de la disparition brutale de son grand frère Julian, décédé le 7 mai 2014 dans un accident de travail, Jonatan Cerrada décide d'arrêter la musique,. Jonatan Cerrada a alors décidé de se couper du monde et de faire son deuil dans le silence.
Le 23 juin 2015, Jonatan Cerrada annonce qu'il a pris la décision de quitter définitivement la France pour s'installer à Bali afin de démarrer une nouvelle vie.

### Retour musical, succès en Indonésie, début de carrière au cinéma et au théâtre (2016-présent)

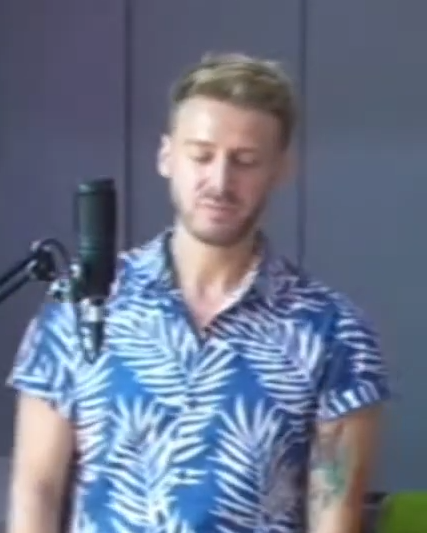
2018

En 2017, il annonce la sortie d'un nouvel opus, incluant des chansons en français, anglais et indonésien. Sa chanson étant partagée sur une page instagram populaire en Indonésie, elle a été vue plus de 2 millions de fois. Par la suite, il a été invité sur des plateaux télévisés populaires à Jakarta.
Le single de Jonatan Cerrada Lelaki Lain Di Hati sort le 26 janvier 2018 sur les plateformes légales de téléchargement. Le 30 mai 2018, il dévoile le titre Lintas Galaksi, extrait de la bande originale du film indonésien Liam Dan Laila, dont il est également la vedette principale,.
Dès le 30 avril 2022, il est à l'affiche de la pièce de théâtre Hasta la Vista, qui se joue au Théâtre de Marens en Suisse. Elle sera suivie d'une tournée. À partir du 15 novembre 2022, il obtient un rôle dans la pièce de théâtre Cougar Qui Peut.
En 2023, il refuse de participer à l'émission Nouvelle Star, 20 ans sur M6.
Depuis 2023, il intégre la matinale de VivaCité, (emission de radio diffusé en television) en Belgique.

## Discographie

### Albums
- 2003 : Siempre 23, vendu à 65 000 exemplaires[16]
- 2005 : La Preuve du contraire, vendu à 7 000 exemplaires

### Singles
- 2003 : Je voulais te dire que je t'attends (disque d'or[9],[17]) vendu à 300 000 exemplaires[16]
- 2003 : Rien ne me changera
- 2004 : À chaque pas (Eurovision 2004)
- 2005 : Mon Paradis (BO du film Robots)
- 2005 : Libre comme l'air
- 2006 : Ne m'en veux pas
- 2007 : Ruban Noir
- 2018 : Lelaki Lain Di Hati
- 2018 : Lintas Galaksi
- 2021 : Stay

## Spectacles
- 2007 : Rimbaud musical : Arthur Rimbaud
- 2008-2009 : Je m'voyais déjà : Nicolas
- 2022 : Hasta la vista
- 2022 : Cougar Qui Peut : Patrick

## Filmographie
- 2004 : Un, dos, tres (saison 5) : Jonatan Fernández (dans 4 épisodes)
- 2018 : Liam Dan Laila (film indonésien) : Liam

## Télévision
- 1996 : Pour la gloire sur RTBF : candidat
- 2003 : À la recherche de la Nouvelle Star sur M6 : gagnant
- Concours Eurovision de la chanson 2004 sur France 3 : représentant de la France
- Mot de passe sur France 2 : participant en tant que « maître-mot »